# Mädchen Amick
Mädchen Elaina Amick (Sparks, 12 dicembre 1970) è un'attrice statunitense.
È nota principalmente per i ruoli di Shelly Johnson nella serie televisiva I segreti di Twin Peaks, nel prequel Fuoco cammina con me, e nel sequel del 2017; di Wendy Beauchamp ne Le streghe dell'East End e di Alice Cooper in Riverdale. Nel corso dei primi anni novanta è stata inoltre protagonista dei film I sonnambuli (1992), Incubo d'amore (1993), Per amore e per vendetta (1993) e Bufera in Paradiso (1994)

## Biografia
Nata a Sparks, Nevada, poche miglia a est di Reno, dal musicista Bill Amick e dall'ufficiale medico Judy Ross; entrambi di origine tedesca. Il nome Mädchen (ˈmɛːtçən; lett. "ragazza" in tedesco) fu scelto dai genitori poiché desiderosi di un nome inusuale per la figlia. La sua famiglia ha anche discendenze norvegesi, svedesi, britanniche e irlandesi. Da ragazzina i genitori la spingono a seguire i propri impulsi artistici, motivo per il quale inizia a studiare pianoforte, basso, violino e chitarra; oltre a prendere lezioni di danza classica, moderna, balletto, danza jazz e tip-tap. Nel 1987, all'età di sedici anni, si trasferisce a Los Angeles in cerca di fortuna come attrice.

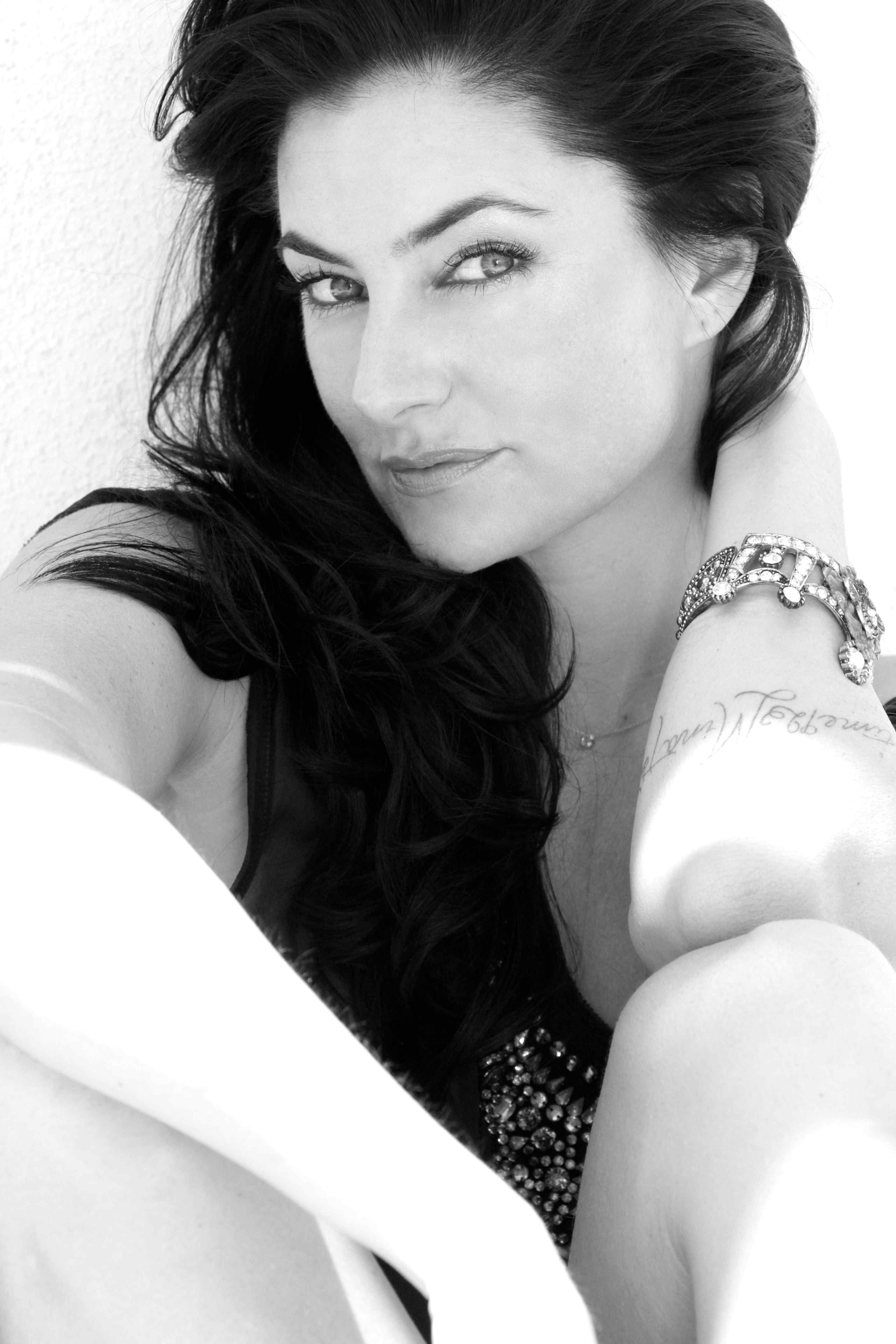
Mädchen Amick nel 2014

Nel 1988 partecipa a diversi spot pubblicitari e videoclip, tra cui quielli di Temptation dei Wet Wet Wet e My Guitar Wants to Kill Your Mama di Dweezil Zappa, e compare in una puntata della soap opera Il tempo della nostra vita (Days of Our Lives). Nel 1989 partecipa all'episodio La delfina (The Dauphin) della seconda stagione di Star Trek: The Next Generation, seconda serie televisiva live action del franchise di fantascienza Star Trek. Mädchen Amick vi interpreta una delle "forme", quella di una giovane ragazza, del mutaforma Anya, un alieno in grado di assumere qualsiasi aspetto. Le altre forme che mostra durante l'episodio sono quelle di una donna in età avanzata (Paddi Edwards), un animale peloso (Cindy Sorensen) e di una creatura di grande stazza (Alex Daniels). 
In questo periodo, il ruolo che le rimane maggiormente impresso, seppure partecipi a un solo episodio della serie, è quello di Laurie Harris in Baywatch. Compare poi in varie altre serie e film per la televisione, finché nel 1990 David Lynch, rimasto piacevolmente colpito dalla sua interpretazione ai provini per I segreti di Twin Peaks, ma a corto di ruoli da offrirle, crea appositamente per lei il personaggio della cameriera Shelly Johnson, giovane e docile moglie del violento Leo Johnson. Il ruolo le conferisce un'enorme popolarità, oltre a valerle la nomina ai Soap Opera Digest Awards. Nel 1992, riprende il ruolo nel film prequel Fuoco cammina con me.
Negli anni seguenti partecipa alla serie Dawson's Creek e al film horror I sonnambuli, tratto da un romanzo di Stephen King. Inoltre recita nei film: Incubo d'amore, al fianco di James Spader, dove appare completamente nuda; Vestito che uccide, di Tobe Hooper e Bufera in Paradiso, con Nicolas Cage. Nel 1995 entra nel cast di Central Park West. Nel 1998 è protagonista, al fianco di Malcolm McDowell (Mr. Roarke), di Fantasy Island, serie televisiva remake della celebre serie degli anni settanta-ottanta Fantasilandia, interpretata da Ricardo Montalbán e Hervé Villechaize. Mädchen Amick vi interpreta Ariel, una specie di genio che assiste Mr. Roarke nella creazione delle fantasie degli ospiti e che, nel parallelo rappresentato dalla serie con il dramma shakespeariano La tempesta, trova il parallelo con l'omonimo spirito che assiste Prospero nelle sue magie. Entrambe le serie, tuttavia, vengono cancellate dopo una sola stagione..
Dopo un decennio di ruoli che non sono riusciti a eguagliare il successo avuto con Twin Peaks, la Amick è progressivamente divenuta un volto facilmente riconoscibile in televisione, partecipando alle serie Una mamma per amica, E.R. e Joey. Nel 2006 diviene una dei comprimari della poco longeva sitcom Freddie, al fianco di Freddie Prinze Jr., mentre, dopo una comparsa come guest star nella serie NBC Kidnapped, ottiene il ruolo della co-protagonista nella drammedia musical Viva Laughlin, di cui vengono trasmessi solo 2 episodi su 8.
Ha in seguito interpretato la duchessa Catherine Beaton, interesse sentimentale di Nate Archibald in Gossip Girl, e Janie Jones, vecchia fiamma di Lew Ashby in Californication. Nel 2008 riveste il ruolo della moglie del personaggio di Christian Slater in My Own Worst Enemy, serie cancellata dopo soli 9 episodi. Nel 2010 compare nella terza stagione di Damages e, l'anno successivo, ritorna al cinema con il film Priest.. Nel 2013 la Amick interpreta la strega Wendy Beauchamp, membro, assieme a Julia Ormond, Rachel Boston e Jenna Dewan-Tatum, del cast corale della serie di Lifetime Le streghe dell'East End. In origine la sua parte era stata pensata per il solo episodio pilota ma, vista l'interpretazione della Amick, gli autori decidono di mantenere il personaggio.
Nel 2015 entra a far parte della quinta stagione della serie antologica American Horror Story, intitolata Hotel.. Nel 2017 ottiene il ruolo di Alice Cooper, madre di Betty Cooper e membro regolare del cast della serie di The CW Riverdale, basata sui fumetti Archie Comics.. Veste inoltre nuovamente i panni di Shelly nel sequel di Twin Peaks..

## Vita privata
Nel 1986 Mädchen Amick conosce il musicista, divenuto poi personal trainer, David Alexis, che sposa nel 1992. La coppia ha avuto un figlio, Sylvester Time Amick-Alexis; e una figlia, Mina Tobias Amick-Alexis
Grande appassionata di musical, parla correttamente tedesco ed è stata molto amica del regista David Lynch, dell'attrice Sarah Michelle Gellar e di suo marito, Freddie Prinze Jr.. È allergica ai gatti.

## Filmografia

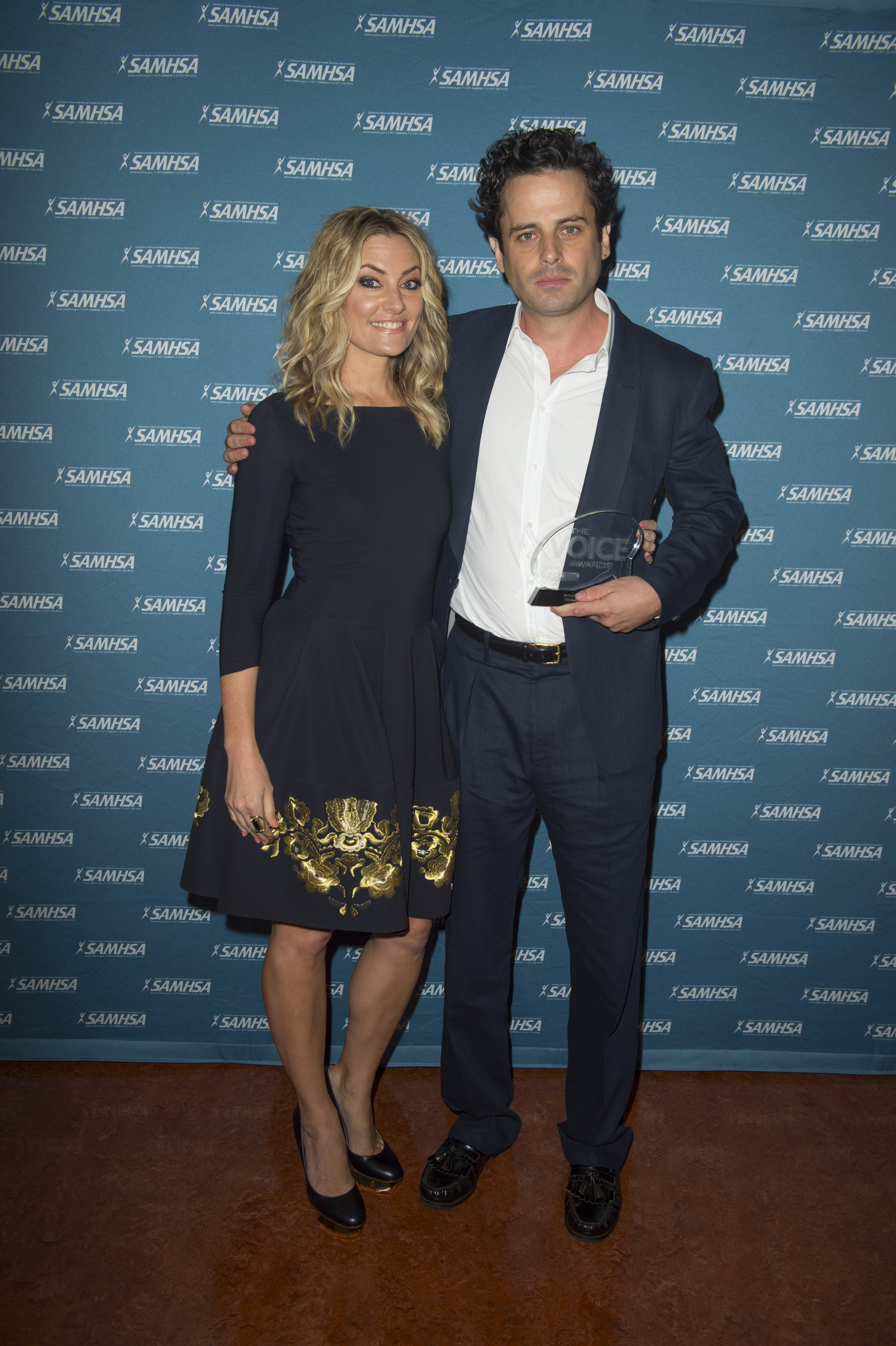
Mädchen Amick e Luke Kirby al SAMHSA Voice Awards del 2016

### Cinema
- Non dirle chi sono (Don't Tell Her It's Me), regia di Malcolm Mowbray (1989)
- Il cacciatore di teste (The Borrower), regia di John McNaughton (1991)
- I sonnambuli (Sleepwalkers), regia di Mick Garris (1992)
- Fuoco cammina con me (Fire Walk With Me), regia di David Lynch (1992)
- Incubo d'amore (Dream Lover), regia di Nicholas Kazan (1993)
- Per amore e per vendetta (Love, Cheat & Steal), regia di William Curran (1993)
- Bufera in Paradiso (Trapped in Paradise), regia di George Gallo (1994)
- Fuga a Parigi (French Exit), regia di Daphna Kastner (1995)
- Bombshell, regia di Paul Wynne (1997)
- Wounded, regia di Richard Martin (1997)
- I delitti di Lennox (Twist of Fate), regia di Max Fischer (1998)
- The List, regia di Sylvain Guy (2000)
- Face to Face, regia di Ellie Kanner (2001)
- Scene da un crimine (Scenes of the Crime), regia di Dominique Forma (2001)
- Global Effect - Rischio di contagio (Global Effect), regia di Terry Cunningham (2002)
- Four Corners of Suburbia, regia di Elizabeth Puccini (2005)
- Priest, regia di Scott Stewart (2011)
- Grannie, regia di John Raphael e James Stapleton - cortometraggio (2017)

### Televisione
- Il tempo della nostra vita (Days of Our Lives) - soap opera, 1 episodio (1988)
- Star Trek: The Next Generation – serie TV, episodio 2x10 (1989)
- Baywatch – serie TV, episodio 1x01 (1989)
- Jury Duty: The Comedy, regia di Michael Schultz – film TV (1990)
- Vestito che uccide (I'm Dangerous Tonight), regia di Tobe Hooper – film TV (1990)
- Baci, pupe e Rock'n'roll (For the Very First Time), regia di Michael Zinberg – film TV (1991)
- I segreti di Twin Peaks (Twin Peaks) – serie TV, 30 episodi (1990-1991)
- The Courtyard, regia di Fred Walton – film TV (1995)
- Fallen Angels – serie TV, episodio 2x01 (1995)
- Central Park West – serie TV, 21 episodi (1995-1996)
- Heartless, regia di Judith Vogelsang – film TV (1997)
- Inseguimento mortale (The Hunted), regia di Stuart Cooper – film TV (1998)[19]
- Fantasy Island – serie TV, 13 episodi (1998-1999)
- Dawson's Creek – serie TV, episodi 2x17-2x18-2x20 (1999)
- Mister Rock 'n' Roll (Mr. Rock 'n' Roll: The Alan Freed Story), regia di Andy Wolk – film TV (1999)
- Il gioco dell'impiccato (Hangman), regia di Ken Girotti – film TV (2001)
- Rats - Il morso che uccide (The Rats), regia di John Lafia – film TV (2002)
- Queens Supreme – serie TV, episodio 1x10 (2003)
- Una mamma per amica (Gilmore Girls) – serie TV, episodi 2x14-3x06-3x13 (2002-2003)
- Una nuova vita per Zoe (Wild Card) – serie TV, episodio 1x12 (2003)
- Ed – serie TV, episodio 4x11 (2003)
- Menzogne e ricatto (Lies & Deceptions), regia di Louis Bélanger – film TV (2005)
- Jake in Progress – serie TV, episodi 1x01-1x11 (2005)
- E.R. - Medici in prima linea (ER) – serie TV, 10 episodi (2004-2005)
- Joey – serie TV, 5 episodi (2005)
- Freddie – serie TV, 22 episodi (2005-2006)
- Law & Order - I due volti della giustizia (Law & Order) – serie TV, episodio 17x03 (2006)
- Kidnapped – serie TV, episodi 1x05-1x08-1x10 (2007)
- Viva Laughlin – serie TV, episodi 1x01-1x02-1x07 (2007)
- Shark - Giustizia a tutti i costi (Shark) – serie TV, episodio 2x15 (2008)
- Gossip Girl – serie TV, 4 episodi (2008)
- Californication – serie TV, 5 episodi (2008)
- My Own Worst Enemy – serie TV, 9 episodi (2008)
- Damages – serie TV, 5 episodi (2010)
- CSI: NY – serie TV, episodi 6x17-6x18-6x21 (2010)
- Unanswered Prayers, regia di Steven Schachter - film TV (2010)
- White Collar – serie TV, episodio 3x05 (2011)
- Psych - serie TV, episodio 6x10 (2012)
- In Plain Sight - Protezione testimoni (In Plain Sight) - serie TV, episodio 5x02 (2012)
- Mad Men - serie TV, episodio 5x04 (2012)
- Ringer - serie TV, episodi 1x11-1x22 (2012)
- Drop Dead Diva - serie TV, episodi 4x07-4x08 (2012)
- Political Animals - miniserie, episodio 1x04 (2012)
- Beauty and the Beast – serie TV, episodio 1x04 (2012)
- Longmire - serie TV, episodi 2x05-2x07-3x06 (2013-2014)
- Le streghe dell'East End (Witches of East End) – serie TV, 23 episodi (2013-2014)
- American Horror Story - serie TV, episodi 5x02-5x03-5x05 (2015)
- Second Chance - serie TV, episodio 1x08 (2016)
- Love - serie TV, episodi 1x01-1x03-2x06 (2016-2017)
- Riverdale - serie TV (2017-2023)
- Twin Peaks – serie TV, 7 episodi (2017)

La Amick ha anche preso parte a degli episodi pilota che non vennero però ordinati per diventare serie tv e cioè: The Verdict (nel 2008), The Law (2009), Pleading Guilty (2010), Metro (2011).

## Doppiatrici italiane
Nelle versioni in italiano delle opere in cui ha recitato, Mädchen Amick è stata doppiata da:
- Chiara Colizzi ne I segreti di Twin Peaks, Fuoco cammina con me
- Laura Boccanera in Bufera in Paradiso, Global Effect - Rischio di contagio, Love
- Francesca Guadagno in Baywatch, Le streghe dell'East End
- Roberta Greganti in Joey, Law & Order - I due volti della giustizia
- Eleonora De Angelis in Californication, Riverdale
- Laura Romano in CSI: NY, Priest
- Emanuela D'Amico in Damages, Psych
- Roberta Paladini in Scene da un crimine, Beauty and the Beast
- Claudia Catani in Vestito che uccide, Twin Peaks (2017)
- Monica Ward in Per amore, per vendetta
- Silvia Tognoloni ne I sonnambuli
- Cristiana Lionello in Incubo d'amore
- Rosalinda Galli in Star Trek: The Next Generation
- Cinzia Massironi in Rats - Il morso che uccide
- Claudia Razzi in Dawson's Creek
- Laura Latini in Una mamma per amica
- Francesca Fiorentini in E.R. - Medici in prima linea
- Emanuela D'Amico in Jake in Progress
- Alessandra Korompay in Freddie
- Daniela Calò in Gossip Girl
- Tiziana Avarista in My Own Worst Enemy
- Laura Romano in CSI: NY
- Roberta Pellini in In Plain Sight
- Cristina Boraschi in White Collar - Fascino criminale
- Daniela Abbruzzese in Mad Men
- Valeria Perilli in Ringer
- Giovanna Martinuzzi in Longmire
- Emanuela Rossi in Second Chance